# プリンセスかおり
プリンセスかおりとは、鳥取県が開発した香り米の品種。インド等の高級香り米品種「バスマティー370」の香りを受け継ぐ「プリンセスサリー」に「コシヒカリ」の大粒突然変異株「いのちの壱」を交配して育成した品種で、「プリンセスサリー」からポップコーンのような香りを、「いのちの壱」から粘りと旨みを引き継いでいる。「プリンセスサリー」の「プリンセス」に、本品種の特徴である「かおり」を組み合わせて命名された。

## 特徴
玄米及び炊飯米にポップコーンの様な香りがあり、早生熟期で玄米がやや長粒の低アミロース米「プリンセスかおり（鳥系香122号）」を育成した。本系統はカレールウと合わせて食べた時に、香り、食感等が優れ、カレールウとの相性が良い。
- 白米は「コシヒカリ」より長粒で、「バスマティ」より短い[3]。
- アミロース含有率が「コシヒカリ」より約2%低く、ごはんがモチモチする[3]。
- 成熟期は「コシヒカリ」と同時期[3]。
- 収量は「コシヒカリ」よりやや少ない[3]。
- 稈長が「コシヒカリ」より約10 cm短く、やや倒れにくい[3]。

## 開発の経緯
カレールウの消費量が全国第1位（2014年 - 2016年）の鳥取県で、カレーによる地域活性化の動きがあり、カレーを応援する市民団体「鳥取カレー倶楽部」に米に対する考え方について意見を求めたところ、カレーとの相性が良い米の開発についての提案を受け、開発に着手した。
- 2010年 - 農業試験場において、独特の香りを持つ「プリンセスサリー」を母本に大粒でモチモチとした食感を持つ「いのちの壱」を父本として人工交配を行った。
- 2011年 - 集団養成。冬に世代促進。
- 2012年 - 集団養成及び個体選抜を行う。
- 2013年 - 27系統を展開。うち出穂期が早く、玄米がやや長粒で品質が優れ、香りのある‘2026-3’を選抜。
- 2014年・2015年 - 「極長21」「E9-43 長」として生産力検定で供試。
- 2016年 - カレー店での評価が高く、使用希望があったため同年3月「鳥系香 122 号」の地方系統番号を付与した。
- 2017年 - さらに県内各地のカレーを取り扱う店舗でアンケート調査を実施、複数店舗で使用希望のがあったため同年3月に育成完了とし、同年9月1日に品種登録出願を行った。

## 使用方法
炊飯時は米の量の1.1 - 1.3倍程度の水で炊くと推奨されているが、よりかために炊きたい場合は通常量でも可。